# Sabanillas, Veracruz
Sabanillas är en ort i Mexiko.   Den ligger i kommunen Tuxpan och delstaten Veracruz, i den sydöstra delen av landet, 250 km nordost om huvudstaden Mexico City. Sabanillas ligger 17 meter över havet och antalet invånare är 275.
Terrängen runt Sabanillas är platt. Havet är nära Sabanillas österut. Runt Sabanillas är det ganska tätbefolkat, med 160 invånare per kvadratkilometer. Närmaste större samhälle är Tuxpan de Rodríguez Cano, 5,8 km söder om Sabanillas. Trakten runt Sabanillas består till största delen av jordbruksmark.